# Haruko Maeda

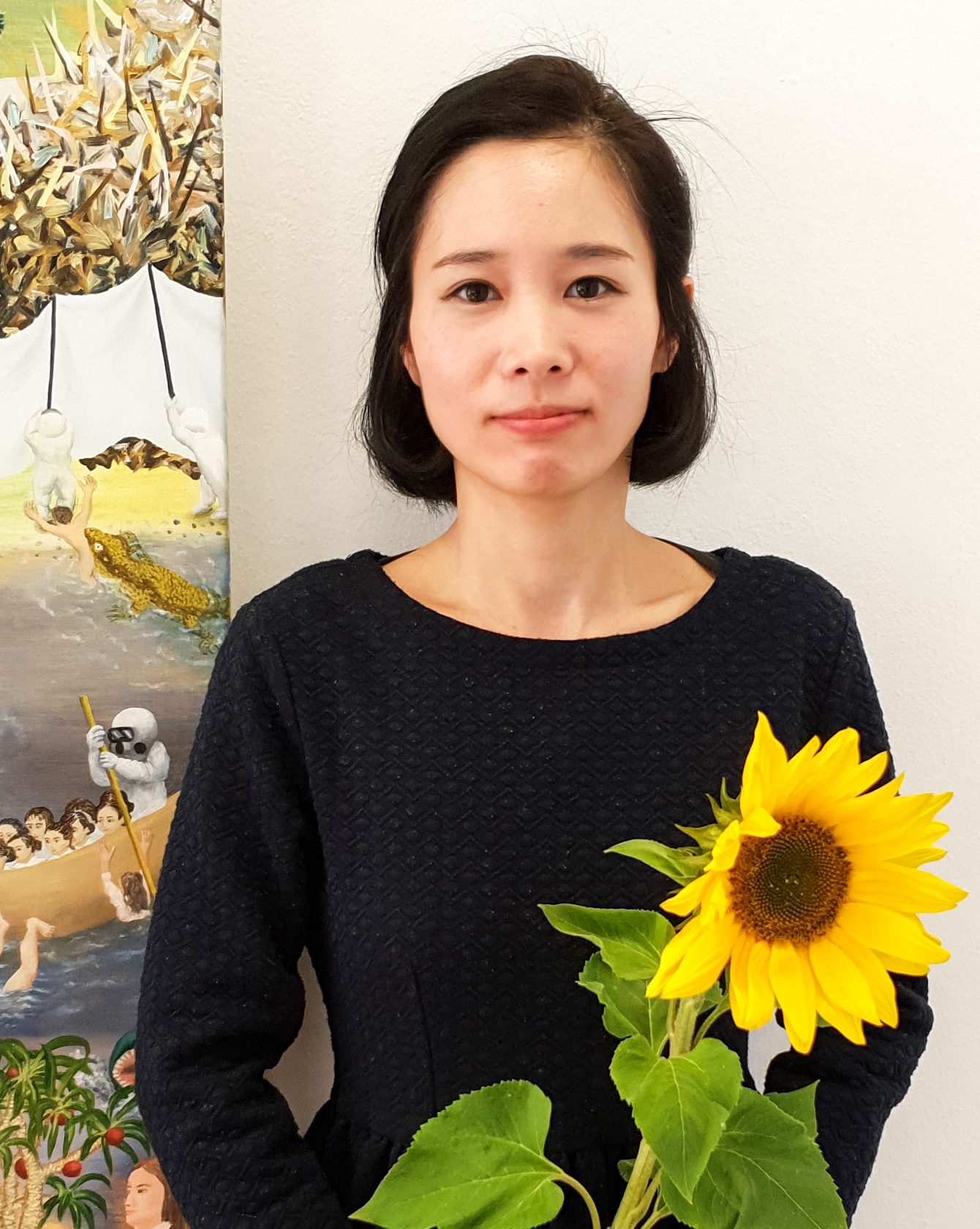
Haruko Maeda (2019)

Haruko Maeda (japanisch 前田 晴子, * 11. Jänner 1983 in Tokio) ist eine japanische bildende Künstlerin, die in Wien lebt und arbeitet.

## Leben und Werk
Haruko Maeda lebt und arbeitet in Wien. Sie studierte von 2002 bis 2004 bildende Kunst an der Nihon-Universität, Tokio. Seit 2005 lebt sie in Linz und studierte dort von 2005 bis 2012 Malerei an der Kunstuniversität Linz bei Ursula Hübner.
Haruko Maeda arbeitet mit Hilfe unterschiedlicher Medien. In ihrer Malerei bedient sie sich vielfach dem Vanitas-Motiv. Ihre Bilder sind  geprägt von europäischer und japanischer religiöser Ikonografie und der klassischen westlichen Darstellung von Monarchinnen und Monarchen in der Kunstgeschichte. In ihren Objekten, die sich wie ihre Malerei mit der Vergänglichkeit auseinandersetzen, verarbeitet die Künstlerin Materialien wie Knochen, Keramik, Korallen und Textilien.
Haruko Maeda wurde 2009 für den Kardinal-König-Kunstpreis nominiert.
2007 wurde ihr Kurzfilm „Home my sweet home“ am Crossing Europe Filmfestival in Linz und am Vienna Independent Shorts Kurzfilmfestival in Wien gezeigt. In diesem Film aus dem Jahr 2005 thematisiert sie Sehnsucht nach Japan und ihr Heimweh nach Linz.
Ihre Arbeiten wurden in private und öffentliche Sammlungen aufgenommen, wie in der Olbricht Collection in Berlin (Deutschland), der Runtak Collection in Litomyšl (Tschechische Republik), der Landessammlung Niederösterreich (Österreich) und der Sammlung des Nordico Stadtmuseum in Linz (Österreich).

## Ausstellungen

### Einzelausstellungen
- Der Wein ist schon reif in der Schale. Ein Blick in die Sammlungen, museumkrems, Krems an der Donau (2022)
- „Beim Dritten Du“, Kluckyard, Wien (2017)
- „The Red Wine is Already Ripe in the Berry“, Christian Larsen Gallery, Stockholm (2017)
- “Traces of Paradise” Stadtgalerie Traun, Austria (2016)
- „Haruko Maeda“, Christian Larsen Gallery, Stockholm (2012)
- „Wasserwerfer“ mit Philippe Gerlach, Love_projectroom, Wien (2010)
- „Haruko Maeda“, Kunstmesse Volta NY (2013)
- „Pets“, Thomas K.Lang Gallery at the Websteruniversity, Wien (2009)
- “tender plants growing”, Modegeschäft Bluma, Linz (2009)
- „süße Kreatoren“, Galerie Simone Feichtner, Linz (2007)[2][1][9]

### Gruppenausstellungen
- „Making Windows Where There Were Once Walls - Robert Runtak’s international Collection“, Gallery of fine arts, Ostrava, Tschechische Republik (2017)
- „Disruptive Imagination, Making windows where there were once walls – Paintings from Robert Runtak´s collection“, Ferenczy Museum Center, Ungarn (2017)
- „Alice twisted world“, OÖ Kulturhaus, Linz (2017)
- „Le Mal des Fleurs“, Stilwerk, Wien (2016)
- „Das Letzte im Leben“, Hofburg Innsbruck (2015)
- „3 x 3“, Galerie Graz (2015)
- „Barockt“, Kulturhaus Stockholm (2014)
- „The Unity of Contradictions. Painting for Example “, 311artworks, Istanbul (2014)
- „Viewing Room“, all visual arts, London (2013)
- „Four woman artists“ all visual arts, London (2013)
- „Demons and pearls“, DOK, St. Pölten (2012)
- „Memories of the future, the Olbricht collection“, La maison rouge, Paris (2011)
- „Global studio exhibition“, Bluecoat gallery, Liverpool (2010)
- „Die edlen Früchte und die Gouvernante“ Schloss Harmannsdorf, Niederösterreich (2010)
- „Glanz und Verderben“ Kunsthaus Muerz, Mürzzuschlag (2009)
- „Ich habe nicht genug, ihr matten Augen“, Universal cube at Spinnerei, Leipzig (2008)
- „Animalfarm“, Galerie der Stadt Wels, Wels (2008)
- „Look at me!“ Schloss Goldegg, Goldegg (2007)
- „Fauna hybrid“, Galerie Charim, Wien (2006)[2]